# Bièvres (Aisne)
Bièvres település Franciaországban, Aisne megyében. Lakosainak száma 80 fő (2022. január 1.). Bièvres Chermizy-Ailles, Martigny-Courpierre, Montchâlons, Orgeval és Ployart-et-Vaurseine községekkel határos.

## Népesség
A település népességének változása:
| Lakosok száma | 61   | 65   | 84   | 75   | 67   | 78   | 88   | 92   | 88   | 80   |
|               | 1968 | 1982 | 1990 | 2006 | 2013 | 2015 | 2017 | 2019 | 2020 | 2022 |